# De Hegeman
De Hegeman is een korenmolen in de buurtschap Dijkerhoek ten westen van Holten in de Nederlandse provincie Overijssel.
De molen werd in 1890 gebouwd, met gebruikmaking van een achtkant van een afgebroken molen uit de provincie Zuid-Holland. De bouw was in opdracht van de weduwe Klein Baltink-Willemsen, wonende op Erve Hegeman, naar wie de molen in 1983 is vernoemd. Na de Tweede Wereldoorlog komt de windaandrijving te vervallen waardoor de onderhoudstoestand sterk achteruit gaat. Het wiekenkruis werd uit veiligheidsoverwegingen verwijderd. Pas in 1965 wordt de molen met steun van de toenmalige gemeente Holten gerestaureerd. Het verval sloeg echter weer toe nadat de molen van een coöperatie in handen van een particulier was gekomen. In 1978 besluit de gemeente de molen aan te kopen. In 1981 en 1982 volgde wederom een restauratie.
De molen is thans ingericht met twee koppels maalstenen. Eén koppel heeft windaandrijving, het andere exemplaar wordt met een Deutz-motor aangedreven. De roeden van de molen zijn 22,40 meter lang en zijn voorzien van het Oudhollands hekwerk met zeilen. Er wordt zeer regelmatig op windkracht door vrijwillige molenaars graan gemalen.